# 切目駅
切目駅（きりめえき）は、和歌山県日高郡印南町大字島田にある、西日本旅客鉄道（JR西日本）紀勢本線（きのくに線）の駅である。

## 歴史
- 1931年（昭和6年）9月21日：国鉄紀勢西線の印南駅 - 南部駅間の開通に伴い開業[1][2]。
- 1959年（昭和34年）7月15日：現在の紀勢本線が全通、紀勢本線所属となる[1]。
- 1971年（昭和46年）10月1日：貨物の取り扱いを廃止[2]。
- 1978年（昭和53年）4月1日：荷物扱い廃止[2]。
- 1985年（昭和60年）3月14日：無人駅化[3][4]。
- 1985年（昭和60年）5月10日：簡易委託化。
- 1987年（昭和62年）4月1日：国鉄分割民営化に伴い、西日本旅客鉄道（JR西日本）の駅となる[1][2]。
- 2019年（平成31年）4月1日：再び無人駅となる。
- 2020年（令和2年）3月14日：ICカード「ICOCA」の利用が可能となる[5]。

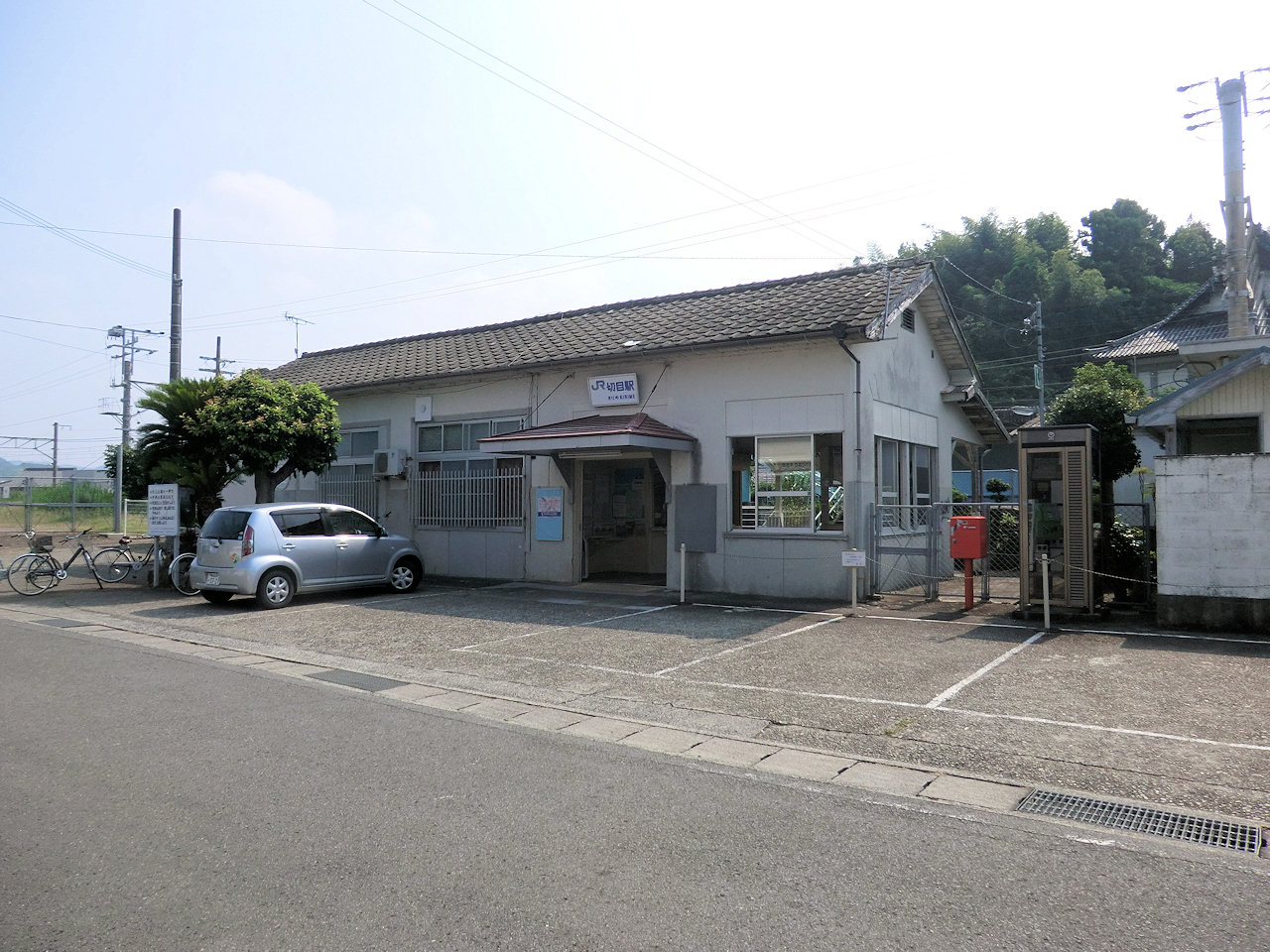
リニューアル前（2012年7月）

## 駅構造
相対式ホーム2面2線を有する地上駅。分岐器や絶対信号機を持たないため、停留所に分類される。駅舎は御坊・和歌山方面行きホーム側にあり、反対側の紀伊田辺方面行きホームとは跨線橋により結ばれている。
御坊駅が管理し、隣の印南駅同様に簡易委託駅となっていたが、2019年4月1日をもって無人化された。現在は紀伊田辺駅が管理している。自動券売機・自動改札機は設置されていない。ICOCAのチャージも出来ない。

### のりば
| のりば | 路線       | 行先               |
| ------ | ---------- | ------------------ |
| 1      | きのくに線 | 和歌山・天王寺方面 |
| 2      | きのくに線 | 紀伊田辺・新宮方面 |

- 上表の路線名は旅客案内上の名称（愛称）で表記している。

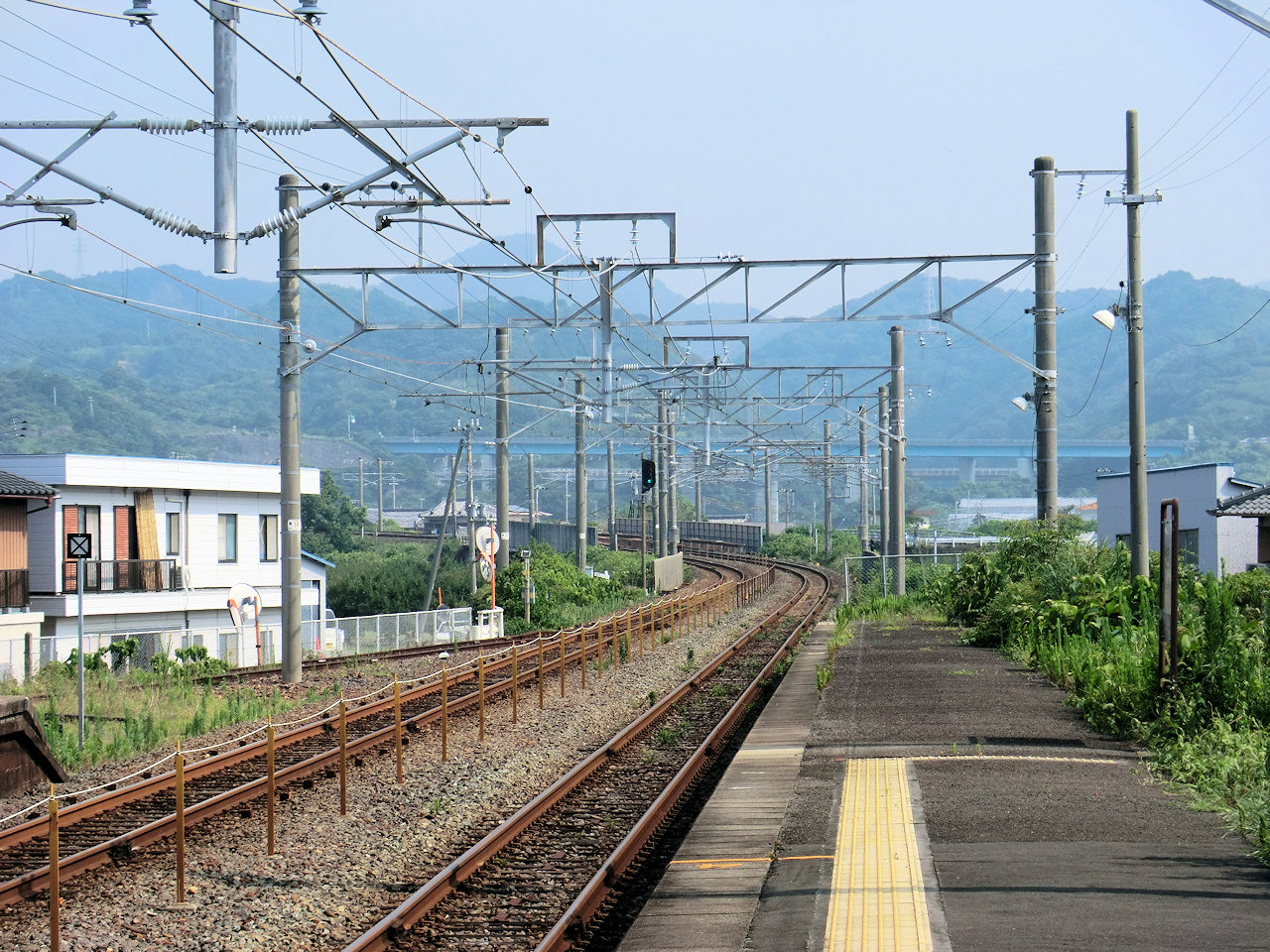
ホーム（2012年7月）
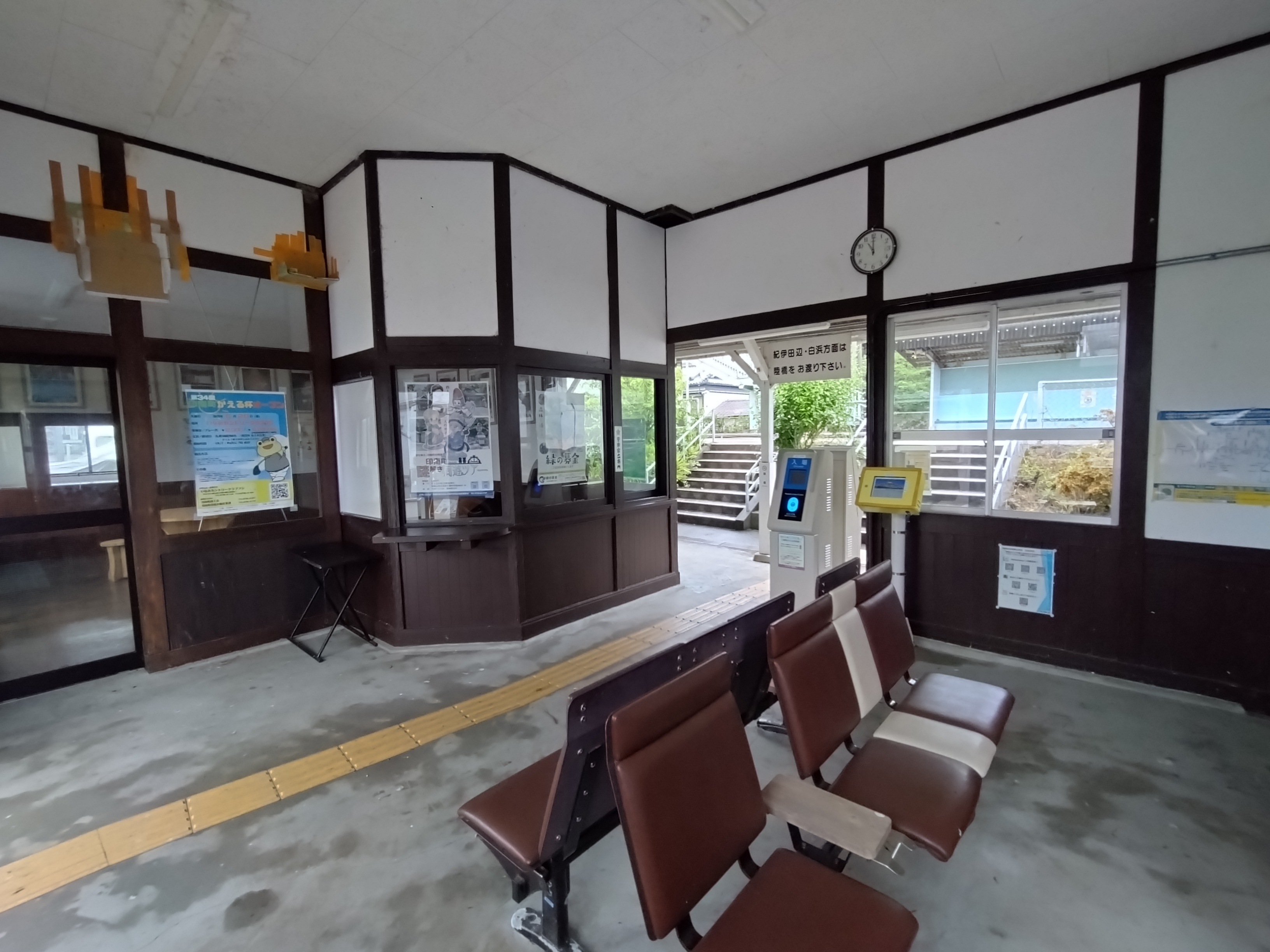
駅舎内待合室（2025年6月）

## 利用状況
近年の1日平均乗車人員は以下の通り。
| 年度   | 1日平均 乗車人員 |
| ------ | ---------------- |
| 1998年 | 205              |
| 1999年 | 194              |
| 2000年 | 173              |
| 2001年 | 169              |
| 2002年 | 169              |
| 2003年 | 168              |
| 2004年 | 146              |
| 2005年 | 133              |
| 2006年 | 125              |
| 2007年 | 113              |
| 2008年 | 113              |
| 2009年 | 109              |
| 2010年 | 124              |
| 2011年 | 117              |
| 2012年 | 114              |
| 2013年 | 101              |
| 2014年 | 84               |
| 2015年 | 72               |
| 2016年 | 76               |
| 2017年 | 72               |
| 2018年 | 69               |
| 2019年 | 60               |
| 2020年 | 64               |
| 2021年 | 64               |
| 2022年 | 62               |

## 駅周辺
当駅と隣の岩代駅との間は太平洋の絶景を車窓から眺めることができ、絶好の撮影ポイントである。
- 国道42号
- 印南町立切目小学校
- 印南町立切目中学校
- 切目郵便局
- 紀州農業協同組合（JA紀州）切目出張所
- 御坊警察署島田警察官駐在所
- 切目王子
- 切目川
- 切目中山王子（中山王子神社）
- 榎木峠
- 阪和自動車道 - 印南サービスエリア
- 印南町コミュニティバス「切目駅」停留所 - 切目川ルート

## その他
- 駅舎は2019年に印南町がJRから無償譲渡され、約1,600万円をかけて改修した。改修後の駅舎は地域交流拠点として活用されている[7]。
- 観光PRのため、2021年7月から当駅を訪れた人に「駅カード」を無料配布している。なお、同カードは町役場でも配布を行っているが、駅に訪れたことを証明できる画像などが無いともらえない[7]。印南町では2021年4月から「熊野古道の王子カード」（4種）の配付も行っている[8]。

## 隣の駅
西日本旅客鉄道（JR西日本）
 きのくに線（紀勢本線）
■快速・■普通
岩代駅 - 切目駅 - 印南駅